# Coherent (Unternehmen)
Coherent, Inc. ist ein ehemaliger US-amerikanischer Hersteller von Lasern und Zubehör mit Sitz in Santa Clara, Kalifornien. Das Unternehmen wurde 1966 von Eugene Watson als Spin-off von Spectra-Physics gegründet.
Am 19. Januar 2021 wurde bekannt, dass das Unternehmen von Lumentum Holdings Inc., einem Nachfolgeunternehmen von JDS Uniphase für 5,7 Milliarden Dollar übernommen werden soll. Lumentum produziert optische Komponenten für Cloudnetzwerke und die Datenübertragung sowie Lasersysteme. Allerdings konnte sich Ende März 2021 das US-amerikanische Unternehmen II-VI Inc. im Bieterverfahren durchsetzen.
Deutsche Niederlassungen waren in Dieburg für Vertrieb und als Produktionsstandorte Göttingen, Kaiserslautern und Lübeck. 2022 wurde Coherent von II-VI übernommen, das Unternehmen firmiert seitdem als Coherent Corp.

## Übernahmen

### Laser-Optronic
Die Laser-Optronic GmbH war ein Unternehmen für Laserpräzisionsgeräte mit Sitz in München, die Falk F. Strascheg 1971 als Distributor von Lasern und Laserkomponenten gegründet hatte, nachdem sein vorheriger Arbeitgeber, die britische Firma Laser Associates insolvent gegangen war. Laser-Optronics beschäftigte sich in der Hauptsache mit dem Bau von Laser-Präzisionsgeräten, auch für das Militär. So war es als Subunternehmer für Krauss-Maffei, etwa am Leopard 2 beteiligt. Das Unternehmen stellte Lasermarkierungssysteme und Laserschneidemaschinen her. 1981 begann die Firma an eigenen CO2-Laserstrahlquellen zu forschen. Nach Ermittlungen gegen Laser-Optronic wegen Verrats von Militärgeheimnissen kaufte Coherent Laser-Optronics. Unter Coherent ging die Forschung am CO2-Laser weiter, allerdings ohne Erfolg.
1989 übernahm Rofin wiederum das Unternehmen von Coherent.

### Lambda Physik, Tui Laser, Bavaria Photonics und Lumera Laser
Coherent wurde 1982 Mehrheitsgesellschafter (2005 vollständige Übernahme und Ausschluss von Minderheitsaktionären) des deutschen Laserproduzenten Lambda Physik, welches später auch in Coherent umfirmiert wurde. Im Juni 2005 übernahm Coherent die Münchener Laserunternehmen Tui Laser und Bavarian Photonics. Der Standort München wurde auf 2 Mitarbeiter reduziert und die Aktivitäten nach Göttingen verlagert. Ende 2012 verkündete Coherent die Übernahme der deutschen Firma Lumera Laser, welche im Bereich Ultrakurzpuls Laser für industrielle Mikromaterialbearbeitung zeitweise Weltmarktführer war.

### Lumera Laser
Ende 2012 erweiterte Coherent seine Kompetenz im Bereich industrieller Picosekunden-Laser mit dem Zukauf des deutschen Laser-Herstellers Lumera Laser.